# Хаспо
Хаспо (тадж. Хаспо) — сельский населённый пункт (тадж. деҳа) в Ванджском районе Горно-Бадахшанской автономной области Республики Таджикистан. 
Административно относится к сельской общине (джамоату) Техарв.
Расположен в высокогорном районе. Расстояние от села до районного центра (село Ванч) — 25 км, до общинного центра (село Техарв) — 5 км.  
Население — 180 человек (2017 г.), таджики. 